# Diastatomma
Genre
Diastatomma est un genre de libellules de la famille des Gomphidae (sous-ordre des Anisoptères, ordre des Odonates). 

## Liste d'espèces
Selon GBIF (16 juillet 2023) :
- Diastatomma bicolor Selys, 1869
- Diastatomma gamblesi Legrand, 1992
- Diastatomma liassina Strickland, 1840
- Diastatomma multilineata Fraser, 1949
- Diastatomma rapax Rambur, 1842
- Diastatomma ruwenzorica Pinhey, 1961
- Diastatomma selysi Schouteden, 1934
- Diastatomma soror Schouteden, 1934
- Diastatomma tricolor Palisot de Beauvois, 1807

## Systématique
Le nom valide complet (avec auteur) de ce taxon est Diastatomma Burmeister, 1839.